# حمزة بن عبد الله بن عمر بن الخطاب
أبو عمارة حمزة بن عبد الله بن عمر بن الخطاب تابعي وأحد رواة الحديث النبوي.

## نسبه
ينتمي حمزة بن عبد الله بن عمر بن الخطاب بن نفيل إلى بني عدي أحد بطون قريش. أبوه الصحابي عبد الله بن عمر بن الخطاب، وجده الخليفة الثاني عمر بن الخطاب، وعمته أم المؤمنين حفصة بنت عمر زوجة النبي محمد، وهو أخو التابعي سالم بن عبد الله بن عمر بن الخطاب لأبيه وأمه، وأمهما أم ولد. ولحمزة بن عبد الله من الولد عمر وأم المغيرة وعبدة وأمهم أم حكيم بنت المغيرة بن الحارث بن أبي ذؤيب، وعثمان ومعاوية وأم عمرو وأم كلثوم وإبراهيم وأم سلمة وعائشة وليلى أمهاتهم أمهات أولاد.

## روايته للحديث النبوي
- روى عن: أبيه عبد الله بن عمر بن الخطاب وعمته حفصة بنت عمر وعائشة بنت أبي بكر.[1]
- روى عنه: الحارث بن عبد الرحمن وحفيد أخيه خالد بن أبي بكر بن عبيد الله بن عبد الله بن عمر وصفوان بن سليم وأخوه عبد الله بن عبد الله بن عمر وعبد الله بن مسلم بن شهاب وعبيد الله بن أبي جعفر المصري وعتبة بن مسلم المدني وعثمان بن أبي سليمان بن جبير بن مطعم والزُهري وموسى بن عقبة ويزيد بن عبد الله بن الهاد وأبو عبيدة بن عبد الله بن زمعة.[1][3]
- الجرح والتعديل: وثّقه العجلي،[1] وذكره ابن سعد في الطبقة الثانية من تابعي أهل المدينة، وقال: «كان ثقة، قليل الحديث»،[2] كما ذكره ابن حبان في كتاب «الثقات»، وقد روى له الجماعة.[1]